# Dalia Contreras
Dalia María Contreras Rivero (20 settembre 1983) è una taekwondoka venezuelana.

## Palmarès

### Olimpiadi
- 1 medaglia:
  - 1 bronzo (Pechino 2008 nei 49 kg)

### Mondiali
- 2 medaglie:
  - 2 bronzi (Jeju 2001 nei 47 kg; Garmisch 2003 nei 47 kg)

### Giochi panamericani
- 1 medaglia:
  - 1 argento (Santo Domingo 2003 nei 49 kg)

### Giochi centramericani e caraibici
- 2 medaglie:
  - 2 ori (San Salvador 2002 nei 47 kg; Cartagena 2006 nei 47 kg)

### Giochi sudamericani
- 1 medaglia:
  - 1 oro (Buenos Aires 2006 nei 47 kg)